# Biarmosuchus
Biarmosuchus is een geslacht van uitgestorven Synapsida ('zoogdierachtige reptielen') behorend tot de Therapsida.
Het was een vrij primitief lid van deze orde en had nog enkele primitieve kenmerken. In het speciaal de schedel, die nog de vorm had van een sphencodontide. Het gebit laat echter zien dat hij niet tot deze groep behoorde. Biarmosuchus was in de verte verwant aan de gorgonopsiërs, maar stond daar niet zo dicht bij als de verwante Eotitanosuchus. Het gebit laat snijtanden en hoektanden zien. Kiezen waren er nog niet, maar begonnen zich te ontwikkelen. Biarmosuchus leefde in een tijd waarin meer geavanceerde therapsiden zich begonnen te evolueren. In hetzelfde gebied leefde de vroege dinocephaliër Estemmenosuchus en voorouders van de gorgonopsiërs als Eotitanosuchus en Ivantosaurus.
De plaats van Biarmosuchus binnen de Therapsida is omstreden. Hij vertoonde kenmerken van gorgonopsiërs, anomodonten, dinocephaliërs en zelfs basale eupelycosauriërs. Biarmosuchus stond waarschijnlijk aan de basis van de gorgonopsiër-achtige therapsiden. Hij leefde in Rusland in het Midden-Perm en was verwant aan Phthinosuchus, Phthinosaurus, Eotitanosuchus en Ivantosaurus.